# Tolstoy
|  | «Tolstoy» redirigeix aquí. Vegeu-ne altres significats a «Lev Tolstoi». |

Tolstoy és una població dels Estats Units a l'estat de Dakota del Sud. Segons el cens del 2000 tenia 64 habitants.

## Demografia
Segons el cens del 2000, Tolstoy tenia 64 habitants, 29 habitatges, i 20 famílies. La densitat de població era de 137,3 habitants/km².
Dels 29 habitatges en un 17,2% hi vivien nens de menys de 18 anys, en un 69% hi vivien parelles casades, en un 0% dones solteres, i en un 31% no eren unitats familiars. En el 31% dels habitatges hi vivien persones soles el 20,7% de les quals corresponia a persones de 65 anys o més que vivien soles. El nombre mitjà de persones vivint en cada habitatge era de 2,21 i el nombre mitjà de persones que vivien en cada família era de 2,75.
Per edats la població es repartia de la següent manera: un 20,3% tenia menys de 18 anys, un 0% entre 18 i 24, un 20,3% entre 25 i 44, un 21,9% de 45 a 60 i un 37,5% 65 anys o més.
L'edat mediana era de 58 anys. Per cada 100 dones de 18 o més anys hi havia 82,1 homes.
La renda mediana per habitatge era de 23.125 $ i la renda mediana per família de 24.375 $. Els homes tenien una renda mediana de 9.375 $ mentre que les dones 11.250 $. La renda per capita de la població era de 25.402 $. Entorn de l'11,8% de les famílies i el 19,2% de la població estaven per davall del llindar de pobresa.

## Poblacions més properes
El següent diagrama mostra les poblacions més properes.